# Station Doshisha-mae
Station Dōshisha-mae  (同志社前駅,  Dōshisha-mae-eki) is een spoorwegstation in de Japanse stad Kyōtanabe. Het wordt aangedaan door de Gakkentoshi-lijn. Het station heeft twee sporen, gelegen aan twee zijperrons.
Het station is vernoemd naar de nabijgelegen campus van de Dōshisha Universiteit. Het woord mae betekent letterlijk ‘voor’. 

## Treindienst

### JR West
| 1 | ■ Gakkentoshi-lijn | richting Kizu                    |
| 2 | ■ Gakkentoshi-lijn | richting Shijōnawate en Kyōbashi |

## Geschiedenis
Het station werd geopend in 1986. In 1989 en 2010 is het station uitgebreid.

## Stationsomgeving
Daar het station zich naast een universiteit bevindt, zijn er veel cafés, restaurants en andere faciliteiten voor studenten.  
- Station Kōdo aan de Kintetsu Kioto-lijn
- Dōshisha Universiteit
- Dōshisha Universiteit voor Vrouwen
- Lawson
- FamilyMart

Kizu · Nishi-Kizu · Hōsono · Shimokoma · JR Miyamaki · Dōshisha-mae · Kyōtanabe · Ōsumi · Matsuiyamate · Nagao · Fujisaka · Tsuda · Kawachi-Iwafune · Hoshida · Higashi-Neyagawa · Shinobugaoka · Shijōnawate · Nozaki · Suminodō · Kōnoikeshinden · Tokuan · Hanaten · Shigino · Kyōbashi